# Chirita calva
Chirita calva är en tvåhjärtbladig växtart som beskrevs av Charles Baron Clarke. Chirita calva ingår i släktet Chirita och familjen Gesneriaceae. Inga underarter finns listade i Catalogue of Life.